# Berthe Raharijaona
Berthe Raharijaona, née en 1908 et morte en janvier 2003, est une avocate de Madagascar.

## Biographie
Berthe Raharivonisoa Ramamonjisoa est née à Madagascar en 1908. Elle effectue ses études secondaires au lycée Jules Ferry à Antananarivo et devient la première Malgache à recevoir un diplôme quand elle obtient son baccalauréat en 1929. Elle obtient sa licence en droit en 1951 à l'université d'Antananarivo et devient en 1953 la première femme malgache avocate au barreau de Madagascar ; elle a été avocate honoraire à la Cour d'appel et a également représenté des clients devant la Cour Suprême de Madagascar,. Elle épouse Jean, Raharijaona, médecin-chef du service d’électro-radiologie de l’hôpital Befelatanana.
Berthe Raharijaona a également écrit des articles consacrés au droit dans la revue de l'Académie malgache ; elle en a été vice-présidente pour la section des sciences morales et politiques. Elle co-signe avec son époux Jean dans plusieurs revues malgaches des travaux sur  l'histoire des souverains de Madagascar,. L'académie a célébré en 1987 ses 55 ans passés au service de l'Académie.
Membre de l'Union Chrétienne Malgache des Jeunes Femmes (Malagasy Young Women's Christian Union), Raharijaona a commandé des études sur la Bible et sa traduction en malgache,.